# Luis Gerónimo Abreu
Luis Gerónimo Abreu, właściwie  Édgar Ramírez Arellanos (ur. 7 września 1972 w Caracas) – wenezuelski aktor.

## Życiorys
Urodził się w Caracas jako syn Haydée Ascanio, scenarzystki i producentki telewizyjnej i filmowej, i Luisa Abreu, aktora i reżysera teatralnego. Ma trzech braci: Antonio, Maximiliano i Joaquín oraz jedną siostrę Alexandrę. Swoją karierę aktorską rozpoczął w młodym wieku dzięki wpływom rodziców, którzy występowali w przedstawieniach teatralnych. Jego matka zabrała go na plan filmowy. W wieku 5 lat po raz pierwszy wystąpił w filmie Bodas de papel.
Swoją karierę telewizyjną rozpoczął od udziału w telenoweli Venevisión Amor de Abril (1988) z udziałem Eduardo Serrano. Następnie wystąpił w małych rolach w miniserialach telewizyjnych, a także znalazł się w składzie ekip produkcyjnych i kierownictwa. W serialu historycznym Caracol Televisión Bolívar (2019) został obsadzony w tytułowej roli Simóna Bolívara, przywódcy walk o wyzwolenie Ameryki Południowej spod władzy Hiszpanów.

## Życie prywatne
17 kwietnia 2010 Luis poślubił swoją dziewczynę, aktorkę i modelkę Claudię La Gata. Ich ślub był transmitowany na żywo w programie telewizyjnym Super sábado sensacional. 17 stycznia 2015 para powitała swoje pierwsze dziecko, syna, którego nazwali Salvador Abreu La Gatta.

## Filmografia

### telenowele
- 1988: El País de las mujeres jako Salvador Falcón
- 1995: Słodka zemsta (Dulce enemiga)
- 1996: Grzechy miłości (Pecado de amor)
- 1998: Jugando a ganar
- 1998−1999: Imperium kobiet (El pais de las mujeres) jako Salvador Falcón
- 2000: Kochankowie (Amantes de Luna Llena) jako Cristóbal
- 2001: Éxtasis
- 2003: Córka ogrodnika (La Hija del jardinero) jako Alfredo Anzola
- 2005: El Amor las vuelve locas
- 2008–2009: La Vida entera jako Guillermo Maduro
- 2008–2009: Arroz con leche jako Simón Herrera
- 2009: Un esposo para Estela jako Adriano Filipo Alberti Menocal
- 2011: La viuda joven jako Alejandro Abraham
- 2013: Los secretos de Lucía jako Rubén Olmedo
- 2014: Corazón esmeralda jako Juan Andrés Montalvo Cordero
- 2017: El Chema jako Nelson Martínez
- 2017: Para verte mejor jako Onofre Villahermosa
- 2018: El Señor de los Cielos jako Nelson Martínez
- 2019: Bolivar jako Simón Bolívar

### filmy fabularne
- 1979: Bodas de papel jako Gustavito
- 2002: El Nudo jako Gutierrez
- 2007: Miranda regresa jako młody Salim
- 2014: Liz en Septiembre jako Carlos
- 2018: Muerte en Berruecos jako Alejandro Godoy
- 2018: La noche de las dos lunas jako Alonso Aragón